# Episodi di Cimarron Strip
La prima e unica stagione della serie televisiva Cimarron Strip è andata in onda negli Stati Uniti dal 7 settembre 1967 al 7 marzo 1968 sulla CBS.
| nº | Titolo originale                | Titolo italiano | Prima TV USA      | Prima TV Italia |
| -- | ------------------------------- | --------------- | ----------------- | --------------- |
| 1  | Journey to a Hanging            |                 | 7 settembre 1967  |                 |
| 2  | The Legend of Jud Starr         |                 | 14 settembre 1967 |                 |
| 3  | Broken Wing                     |                 | 21 settembre 1967 |                 |
| 4  | The Battleground                |                 | 28 settembre 1967 |                 |
| 5  | The Hunted                      |                 | 5 ottobre 1967    |                 |
| 6  | The Battle of Bloody Stones     |                 | 12 ottobre 1967   |                 |
| 7  | Whitey                          |                 | 19 ottobre 1967   |                 |
| 8  | The Roarer                      |                 | 2 novembre 1967   |                 |
| 9  | The Search                      |                 | 9 novembre 1967   |                 |
| 10 | Till the End of Night           |                 | 16 novembre 1967  |                 |
| 11 | The Beast That Walks Like a Man |                 | 30 novembre 1967  |                 |
| 12 | Nobody                          |                 | 7 dicembre 1967   |                 |
| 13 | The Last Wolf                   |                 | 14 dicembre 1967  |                 |
| 14 | The Deputy                      |                 | 21 dicembre 1967  |                 |
| 15 | The Judgement                   |                 | 4 gennaio 1968    |                 |
| 16 | Fool's Gold                     |                 | 11 gennaio 1968   |                 |
| 17 | Heller                          |                 | 18 gennaio 1968   |                 |
| 18 | Knife in the Darkness           |                 | 25 gennaio 1968   |                 |
| 19 | Sound of a Drum                 |                 | 1º febbraio 1968  |                 |
| 20 | Big Jessie                      |                 | 8 febbraio 1968   |                 |
| 21 | The Blue Moon Train             |                 | 15 febbraio 1968  |                 |
| 22 | Without Honor                   |                 | 29 febbraio 1968  |                 |
| 23 | The Greeners                    |                 | 7 marzo 1968      |                 |

## Journey to a Hanging
- Diretto da: Vincent McEveety
- Scritto da: Jack Curtis

### Trama
- Guest star: Ed McCready (Drummer), Bill Hart (Kid Slaughter), George Keymas (David Penny), Jason Johnson (negoziante), John Saxon (Screamer), Michael Strong (Latch), Rex Holman (Van Winger), Gregg Palmer (Rocky), Robert Sorrells (Bill Vincent), Roy Barcroft (negoziante), Margarita Cordova (ragazza nel saloon), Richard Hudkins (Red Bates), Richard Farnsworth (Dusty Rhodes), Henry Silva (Ace Coffin), Shug Fisher (Smitty), Nacho Galindo (barista), Walt La Rue (Pike Landusky), Thomas A. Sweet (Max Stuhldreyer), William Bramley (Whiskey Jack)

## The Legend of Jud Starr
- Diretto da: Vincent McEveety
- Scritto da: Richard Fielder

### Trama
- Guest star: Beau Bridges (Billy Joe Shaw), Jack Braddock (sceriffo), Barbara Luna (Roseanne Todd), Roy Jenson (Bob Agnew), Lew Brown (vicesceriffo), Scott Hale (Sam), Percy Helton (Ezra Jones), Tom McDonough (vicesceriffo), Regis Parton (vice), Ford Rainey (Marshal Tillman), Warren Vanders (Ham Kaylor), Al Wyatt (Cal Dunaway), Roy Barcroft (uomo della legge), Kelly Thordsen (Moose O'Hara), Richard Anderson (capitano Bragg), Darren McGavin (Jud Starr), Ken Del Conte (Bart Green), Ken Renard (Henry Youngblood)

## Broken Wing
- Diretto da: Sam Wanamaker
- Scritto da: Harold Swanton

### Trama
- Guest star: Steve Forrest (Wiley Harper), Larry Gates (Kilgallen), Al Wyatt (Case), Joel Fluellen (Porter), Harry Harvey (Railroad Agent), Royal Dano (Matthew Mark Lukenjohn), Warren Vanders (Thatch), Tim O'Kelly (Jing McQueen), Arch Johnson (Parson Endicott), Pat Hingle (Mike McQueen), Karl Swenson (dottor Kihlgren)

## The Battleground
- Diretto da: Don Medford
- Scritto da: Christopher Knopf

### Trama
- Guest star: Robert J. Wilke (Hardy Miller), Telly Savalas (Bear), John Milford (Wooley), L.Q. Jones (Barnes), Joe Ferrante (uomo), Ross Dollarhyde (coltivatore), Link Wyler (Orderly), Natividad Vacio (Clego), Seymour Cassel (Spock), Buff Brady (Wallant), John Hudkins (Chalk), Richard Farnsworth (Benefiel), Hal Needham (Yewcic), Arthur Bernard (conducente), Zack Banks (colono), Carol Henry (uomo), David Cross (coltivatore), R.G. Armstrong (William Payne), Andrew Duggan (maggiore Ben Covington), Warren Oates (Mobeetie), Bob Folkerson (colono)

## The Hunted
- Diretto da: Alvin Ganzer
- Scritto da: Richard Fielder

### Trama
- Guest star: Arthur Batanides (Woods), David Carradine (Gene Gauge), Vic Tayback (Joe Mulady), Richard Angarola (Padre), Charles Wagenheim (cercatore), Ton Palmer (Booth), Steve Ihnat (Felix Gauge), Joel Fluellen (barista), Bill Fletcher (Harline), Dennis Cross (Aaron), James Gregory (Buckman)

## The Battle of Bloody Stones
- Diretto da: Richard C. Sarafian
- Scritto da: Jack Curtis

### Trama
- Guest star: Gene Evans (Wildcat Gallagher), Roy Glenn (caposquadra), Karl Swenson (dottor Kihlgren), Elisha Cook, Jr. (Spud), Hank Patterson (Old Will), Richard X. Slattery (Max), Robert Viharo (Tom Viharo), Henry Wilcoxon (Ghost Wolf), George Cisar (negoziante), Tom Nardini (John Wolf), Richard Lapp (Little Crow), James Hampton (Sam), Michael J. Pollard (Bert)

## Whitey
- Diretto da: Herschel Daugherty
- Scritto da: Daniel B. Ullman

### Trama
- Guest star: Russ Bender (Mort), John Anderson (Arn Tinker), Peter Kastner (Whitey), Fred Coby (Ramey), Robert Williams (sceriffo Macklin), Meg Wyllie (Miss Becker), Robert J. Folkerson (membro posse), Bobby Clark (messaggero), Zack Banks (Gus), Jack Braddock (barista), Glen Vernon (Carpenter), Paul Sorenson (agente di trasporto), James Almanzar (Rosario), Michael T. Mikler (Beau Tinker)

## The Roarer
- Diretto da: Lamont Johnson
- Scritto da: William Wood

### Trama
- Guest star: Robert Duvall (Joe Wyman), Richard Boone (sergente Bill Disher), Med Flory (Newton), Ed Flanders (Arliss Blynn), Mike Howden (soldato di cavalleria), John McKee (soldato di cavalleria), Erwin Neal (soldato di cavalleria), Ollie O'Toole (membro del congresso Burnett), Stuart Anderson (soldato di cavalleria Eldredge), Peter Brooks (Spencer), Jack Braddock (barista), Morgan Woodward (Walter Forcey), Rayford Barnes (soldato di cavalleria), Ed McCready (soldato di cavalleria)

## The Search
- Diretto da: Bernard McEveety
- Scritto da: William Wood
- Soggetto di: Herman Miller

### Trama
- Guest star: Bud George (Dickie Vardeman), Jonathan Lippe (Kerwin Vardeman), Martha Scott (Mrs. Kihlgren), Amzie Strickland (Mrs. Andrews), Arthur Hanson (Andrews), Zalman King (Strawdy Vardeman), Richard O'Brien (Ben Lorton), L.Q. Jones (Lummy), Jerry Summers (Lou Vardeman), James Gavin (Herald), Harry Lauter (Wisler), Charles Seel (Ruckles), Joseph Cotten (Nathan Tio)

## Till the End of Night
- Diretto da: Alvin Ganzer
- Scritto da: Richard Fielder

### Trama
- Guest star: Eddie Quillan (guardia), Suzanne Pleshette (Sara Lou Burke), Harry Dean Stanton (Luther Happ), Morgan Jones (vice), Forrest Burns (cocchiere), Karen Arthur (Ruby), D'Urville Martin (messaggero), Mary Gregory (Farm Damsel), Jack Braddock (barista), Charles P. Thompson (Bullwhacker), James Nusser (giudice Padgett), James Beck (Jake), Clifton James (sceriffo Jack Hawkes), Victor French (Rafe Coleman)

## The Beast That Walks Like a Man
- Diretto da: Charles Rondeau
- Scritto da: Richard Fielder, Stephen Kandel
- Soggetto di: Stephen Kandel

### Trama
- Guest star: Simon Oakland (Joshua Broom), Paul Carr (Morgan Houston), Royal Dano (Walking Man), Leslie Nielsen (Rowan Houston), Athena Lorde (Charity Wheelwright), Christopher Held (Cox Houston), Gail Kobe (Johanna Houston), Jim Cook (negoziante), Fletcher Bryant (Jacob Shields), Larry Larsen (Bart Houston), Woody Chambliss (Oliver Wheelwright), Karl Swenson (dottor Kihlgren), Lola Albright (Stacy Houston), Kerry MacLane (Davey Houston)

## Nobody
- Diretto da: Boris Sagal
- Scritto da: Ellis Marcus

### Trama
- Guest star: Tommy Lee (Chinese Servant), Jack Perkins (Tucker), Clyde Howdy (Cooper), Robert Karnes (Bart Hazlett), Jerry Brown (Hutchins), Warren Oates (Mobeetie), William Watson (Burke Stegman), Ken Swofford (Christie), Anne Barton (Sarah), Vince Barnett (Willy), Ted Gehring (Sutter), Richard Bakalyan (Colly Sims), Johnny Jensen (Rusty), Davis Roberts (Hanson), Tony Epper (Dave Kerny), Hal Smith (Harvey), Karl Swenson (dottor Kihlgren), Bill Zuckert (Josiah Cooke), Al Wyatt (Archie Foss), Joe Haworth (Seth)

## The Last Wolf
- Diretto da: Bernard McEveety
- Scritto da: Preston Wood

### Trama
- Guest star: Robert J. Wilke (Hardy Miller), Morgan Woodward (Bill Henderson), Denver Pyle (Charley Austin), Albert Salmi (Sam Gallatin), John Pickard (Carl Kersey), Lane Bradford (Brom), Stanley Clements (Kiowa Kid), Read Morgan (Jess Daley)

## The Deputy
- Diretto da: Alvin Ganzer
- Scritto da: Hal Sitowitz

### Trama
- Guest star: Larry Pennell (Rapp), Gregg Palmer (Buford), J. D. Cannon (Bo Woodward), Lyle Bettger (Tate), William Tannen (sergente), Burt Mustin (Ruckles), Tom Brown (sceriffo Phillips), Marj Dusay (Zena)

## The Judgement
- Diretto da: Robert Butler
- Scritto da: Daniel B. Ullman

### Trama
- Guest star: Don Keefer (Bolt), James Stacy (Joe Bravo), Solomon Sturges (Sandy), Kipp Whitman (Jerry), I. Stanford Jolley (Bellow), Charles Dierkop (Smitty), G. D. Spradlin (Kermit), Leonard Stone (giudice Gilroy), Burr deBenning (Emmett Lloyd), David Bailey (Arthur)

## Fool's Gold
- Diretto da: Herschel Daugherty
- Scritto da: Palmer Thompson, David Jones

### Trama
- Guest star: Robert Random (Kid), William Bramley (Fargo James), Slim Pickens (Malachi Grimes), Karl Swenson (dottor Kihlgren), Joshua Bryant (tenente), Fred Coby (guardia carceraria), Harry Harvey (Railroad Agent), Robert Lansing (Darcy)

## Heller
- Diretto da: Gunner Hellström
- Scritto da: Austin Kalish

### Trama
- Guest star: Robert Phillips (Matt Sherman), Bobby Clark (Ab Colburn), Tuesday Weld (Heller), Morgan Woodward (Logan Purcell), Randy Lane (Randy), Jason Wingreen (Mr. Glass)

## Knife in the Darkness
- Diretto da: Charles Rondeau
- Scritto da: Harlan Ellison

### Trama
- Guest star: Jennifer Billingsley (Josie), Philip Carey (Kallman), George Murdock (Bladgey), Karl Swenson (dottor Kihlgren), Grace Lee Whitney, Ron Soble (Shadow Feller), Tom Skerritt (Enoch Shelton), Jeanne Cooper (Pony James), David Canary (Tal St. James)

## Sound of a Drum
- Diretto da: Gerald Mayer
- Scritto da: Sy Salkowitz
- Soggetto di: Victor Leslie Tracy

### Trama
- Guest star: Rayford Barnes (Bains), Harry Carey, Jr. (Riley), Gerald S. O'Loughlin (sergente maggiore Chambers), John Milford (caporale Watkins), Lloyd Gough (capitano Bragg), Steve Forrest (sergente Clayton Tyce)

## Big Jessie
- Diretto da: Herschel Daugherty
- Scritto da: Dan Mainwaring

### Trama
- Guest star: Richard O'Brien (Chandler), Timothy Carey (Lobo), Donnelly Rhodes (Bill Baylor), Eddie Hodges (Bud Baylor), Jack Elam (Moon), Burt Mustin (Peters), Mariette Hartley (Jessica Cabot)

## The Blue Moon Train
- Diretto da: Gerald Mayer
- Scritto da: Jack Curtis

### Trama
- Guest star: Robert Foulk (Ragan), Norman Leavitt (Hobo), Kevin Hagen (Dum Dum), Don 'Red' Barry (Elza Kedge), Broderick Crawford (Joe Lehigh)

## Without Honor
- Diretto da: Robert Butler
- Scritto da: Daniel B. Ullman

### Trama
- Guest star: Don Pedro Colley (Cully), James Davidson (Jack Smith), Jon Voight (Bill Mason), Chester Morris (George Deeker), Paul Mantee (Bardeen), Andrew Duggan (maggiore Ben Covington)

## The Greeners
- Diretto da: Vincent McEveety
- Scritto da: Hal Sitowitz

### Trama
- Guest star: Peter Jason (David Arlyn), Shug Fisher (Pinky), Olan Soule (Hendricks), Mark Lenard (Jared Arlyn), Gregg Palmer (Webber), Harry Lauter (Youngston), Tom Brown (Charlie Ives), Robert Sorrells (Whit), Dub Taylor (Owley), David Brian (Turner)